# Mendoza (Uruguay)
Mendoza, también conocida como Mendoza Grande, es una localidad uruguaya del departamento de Florida.

## Ubicación
La localidad se encuentra ubicada en la zona suroeste del departamento de Florida, entre los arroyos Pelado y de Mendoza; sobre la ruta 5 en su km 74. Dista 25 km de la ciudad de Florida y 74 km de Montevideo.

## Generalidades
La localidad tomó el nombre del arroyo Mendoza, que surca la zona de este a oeste, este curso a su vez tomó su nombre del propietario del saladero que se instaló a mediados de 1800 en unas canteras ubicadas en las cercanías de sus orillas. La finalidad de esta localidad fue la de prestar servicios a los pobladores de la zona dedicados al engorde de ganado, la agricultura y especialmente la lechería; destacándose desde entonces como zona notable en la cuenca lechera. En cambio la localidad vecina, Mendoza Chico surge como centro poblado en torno a la actividad cerealera que destaca al poblado.

## Población
Según el censo del año 2011 la localidad contaba con una población de 730 habitantes.
| 254           | 323 | 342 | 524 | 745 | 730 |
| (Fuente: INE) |     |     |     |     |     |

## Personalidades
- Matías Valdez, cantante y compositor.
- José Ignacio Romero, periodista.
- Nilson Viazzo, Ganador Master Chef, policia.